# Samuel de Champlain
Samuel de Champlain (n. 1567, Brouage, Franța - d. 25 decembrie 1635, Québec, Canada) a fost un geograf, explorator și cartograf francez, întemeietorul orașului Québec și primul Guvernator General al Canadei, între 1613 și 1627, de facto, respectiv între 1627 și 1635, numit de regele Ludovic al XIII-lea al Franței.

## Date biografice
Născut la Brouage în 1567, Samuel de Champlain ajunge în Noua Franță, pentru prima dată, în 1603. Va întreprinde 21 de expediții între Franța și Noua Franță. Fondează Acadie și orașul Québec în 1608. Samuel de Champlain vizitează coasta de nord-est a Americii de nord și Marile Lacuri Huron și Ontario. În 1634, pregătește întemeierea Montreal-ului, care va avea loc în 1642. Champlain a participat la popularea unei noi colonii, pentru aceasta determinând să vină familii, artizani, soldați, preoți. Astfel prezența franceză se instalează în Québec. Moare la Québec la 25 decembrie 1635.